# Калинівська сільська рада (Веселівський район)
| Калинівська сільська рада — адміністративно-територіальна одиниця в Веселівському районі Запорізької області з центром у c. Калинівка. Сільраді були підпорядковані населені пункти: - c. Калинівка - c. Добровольчеське - c. Новоукраїнка Населення — 919 осіб. |

## Склад ради
Рада складалася з 12 депутатів та голови.

## Керівний склад сільської ради
| ПІБ                    | Основні відомості                                                                                     | Дата обрання | Дата звільнення |
| ---------------------- | --- | ------------ | --------------- |
| Шкрум Андрій Петрович  | Сільський голова, 1970 року народження, освіта, член Соціал-демократичної партії України (об'єднаної) | 26.03.2006   | 31.10.2010      |
| Шкрум Андрій Петрович  | Сільський голова, 1970 року народження, освіта вища, член Партії регіонів                             | 31.10.2010   | 11.12.2011      |
| Лагода Ольга Дмитрівна | Сільський голова, 1961 року народження, освіта вища, член Партії регіонів                             | 11.12.2011   |                 |

Примітка: таблиця складена за даними джерела